# Geothermiekraftwerk Landau
Das Geothermiekraftwerk Landau ist ein Erdwärmekraftwerk im pfälzischen Landau, das seit 2007 mit einer elektrischen Leistung von 3 MW in Betrieb ist.
Das Kraftwerk wurde auf dem Gelände einer ehemals französischen Kaserne von der Firma geo x errichtet, die bis August 2013 eine je 50-prozentige Tochter der Pfalzwerke und der EnergieSüdwest war. Danach kam sie zu 90 % in Besitz der Geysir Europe GmbH, mit einer jederzeit einlösbaren Option auf die restlichen zehn Prozent, die die EnergieSüdwest AG behielt.
Im September 2024 hat die Vulcan Energie Ressourcen GmbH (Vulcan) die geox GmbH von der IKAV-Gruppe übernommen. Die Übernahme umfasst sowohl den Betrieb der Bohrungen als auch des Kraftwerks, das Landau bereits mit grünem Strom und Fernwärme versorgt hat.
Es gewinnt seine Nutzwärme aus 159 °C heißem Tiefenwasser aus einer Muschelkalkschicht in zirka 3000 m Tiefe. Gewonnen werden 70 Liter je Sekunde, die über Wärmetauscher Isopentan verdampfen. Der Dampf treibt eine Turbine der US-Firma Ormat Technologies an, die wiederum einen elektrischen Generator antreibt. Der Dampf wird über einen großen Luftkühler wieder abgekühlt und verflüssigt und geht so erneut in den Verdampfer. Während der Heizperiode wird die Restwärme (5 MW) künftig (2009/10) für Fernwärmezwecke genutzt. Das abgekühlte Wasser wird wieder in den Untergrund verpresst. Während Förderbohrung und Reinjektionsbohrung oberirdisch wenige Meter entfernt sind, liegen durch Schrägbohrung der Förderpunkt im Westen und der Wiedereinspeisepunkt im Osten 1462 m voneinander entfernt.
Die Investitionskosten betrugen rund 21 Millionen Euro, der größte Teil entfiel auf die beiden Bohrungen.
Das Geothermiekraftwerk Landau ging als erstes Geothermiekraftwerk im Geothermiehoffnungsgebiet Oberrheinischer Tiefgraben in Betrieb. Das französische Geothermiekraftwerk in Soultz-sous-Forêts, wo das Hot-Dry-Rock-Verfahren erprobt wird, bei dem nicht wasserreiche Schichten wie in Landau ausgebeutet werden, sondern zunächst Klüfte und Risse in heißen Granit gesprengt werden, durch die man dann Wasser leitet, startete zwar schon 1997, ging aber erst Sommer 2008 in Betrieb.
Nach den seismischen Aktivitäten 2009, den Bodenhebungen 2013 bis 2014 und dem daraus entstandenen Unmut der Landauer Bevölkerung wurde das GeoKw zwischen März 2014 und September 2017 stillgelegt. 2018 wurde es mit verminderter Förderleistung erneut in Betrieb genommen, nachdem der Landauer Stadtrat sich neu positioniert hatte.
Vulcan Energy hat am 28. April 2025 die Fernwärmelieferung aus dem Geothermieheizwerk Landau an die EnergieSüdwest (ESW) wieder aufgenommen.

## Technische Details und Daten

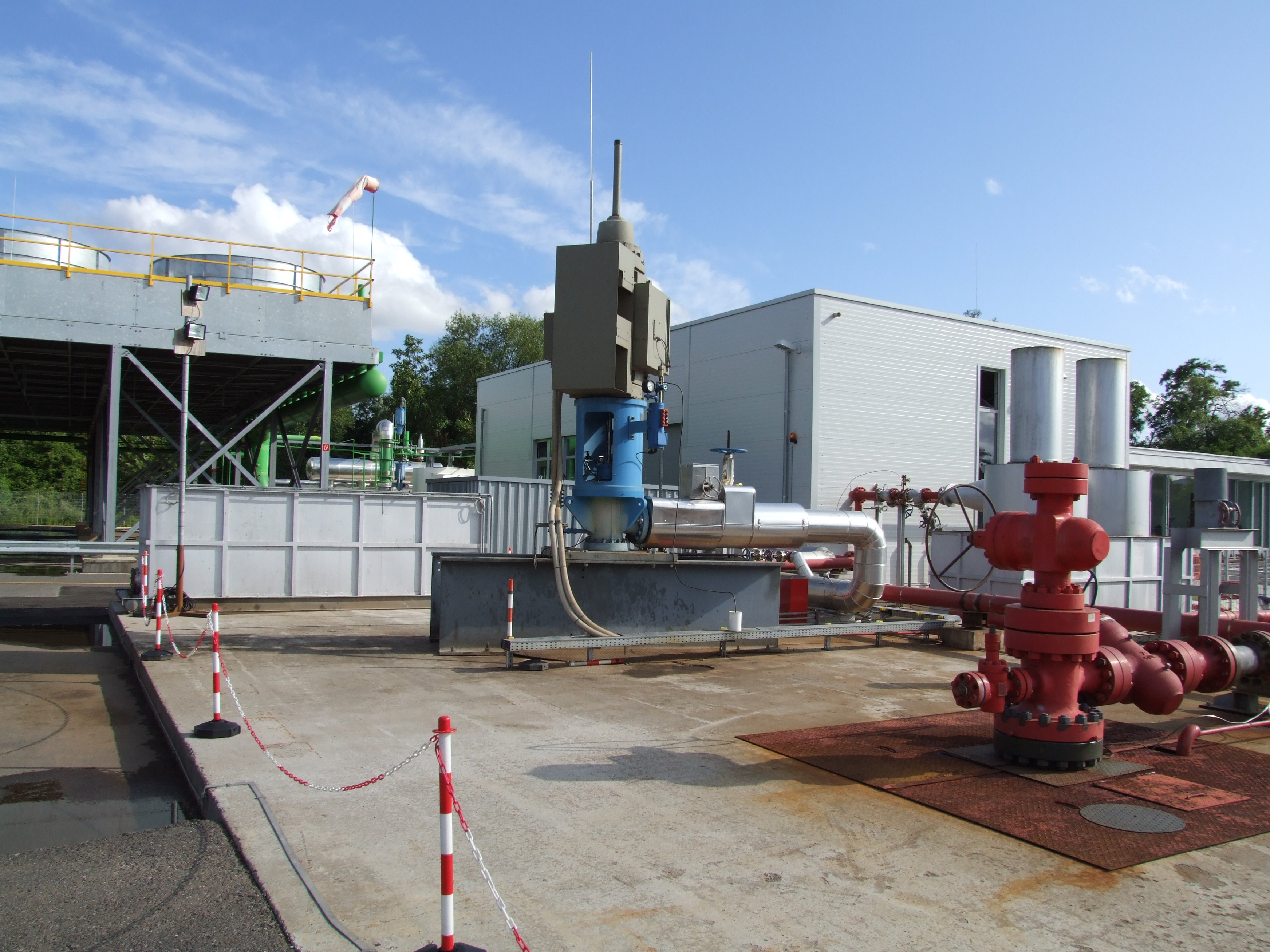
Förderbohrung und Reinjektionsbohrung des GKW Landau. Blau in der Mitte die Förderbohrung mit der Gestängetiefpumpe, rechts rot die Reinjektionsbohrung, hinten Mitte das Pumpenhaus für die Reinjektion, links ein Teil der Trockenkühlung

Das Kraftwerk kommt auf 7600 Benutzungsstunden im Jahr. Die erzeugte Strommenge reicht für 6000 Haushalte und spart 11.000 Tonnen Kohlendioxid im Jahr. Die geförderte Erdwärme wird zu 10 bis 12 % genutzt. Das Kraftwerk produziert mehr als 3 Megawatt Leistung, aber nach Abzug des Eigenbedarfs, insbesondere für die Förderpumpe und die Verpresspumpe sowie die Ventilatoren der Trockenkühlanlage, bleiben 3 Megawatt übrig. Aufgrund des hohen Druckes in der Tiefe steigt das heiße Wasser im Bohrloch bis zu einer Tiefe von 40 Meter, muss also nur diese Höhe hochgepumpt werden. Hierfür hat man eine Gestängetiefpumpe gewählt, wie sie häufig bei der Erdölförderung genutzt wird. Da ein geeignetes Gewässer für die Wasserkühlung fehlt, wurde eine Trockenkühlanlage mit Luftkühlung ausgewählt.
Wegen der Verwendung von Isopentan zur Dampferzeugung gehört die Stromerzeugung im GKW Landau zum Typ des Organic-Rankine-Cycle-Verfahrens, dem das Verfahren des Kalina-Kreisprozess als Konkurrenz gegenübersteht. Das Organic-Rankine-Cycle-Verfahren wurde ausgewählt, weil es technisch gut erprobt ist. Dies sollte wie die Wahl der geologisch recht gut bekannten Situation das Risiko des Misserfolges vermindern.
Um eine Verunreinigung des Wassers zu vermeiden, wurden beim Bohren außerdem die erdölverdächtigen Pechelbronner Schichten abgedichtet.
Von 2008 bis 2013 wurden rund 88,5 GWh Strom in das Netz eingespeist. 2013 produzierte das Kraftwerk bei einer Verfügbarkeit von 98,4 % etwa 15.300 MWh an elektrischer und 7.000 MWh an Wärmeenergie.

## Projektgeschichte und Errichtung

### Projektentwicklung und Genehmigung
Die Phase der Projektentwicklung, also der Prüfung der theoretischen Machbarkeit, der technischen Projektierung, der Finanzierung und der Einholung der bergrechtlichen und der baurechtlichen Genehmigungen für das Kraftwerk, dauerte bis 2003 und 2004, der eigentliche Projektstart war 2004. Wegen zahlreicher Erdölbohrungen in der Umgebung von Landau waren die Schichtenfolge und die Tiefentemperaturen des Gebietes recht gut bekannt. Statt aufwendiger Seismik mit Rüttelplatten oder ähnlichem kaufte geo x diese Daten von den Erdölförderern.
Finanziert wurde das vom Land Rheinland-Pfalz (Wirtschaftsministerium) und vom Bund (Umweltministerium) geförderte Vorhaben von der LRP Landesbank Rheinland-Pfalz und von der Sparkasse Südliche Weinstraße.

### Förderbohrung
Die erste Bohrung zur Gewinnung des Prozesswassers und die Prüfung der Ergiebigkeit, also der Produktivität, erfolgte 2005. Die eigentliche Bohrung erfolgte ab 5. August 2005 an 63 Tagen bis 7. Oktober 2005. Die Bohrung wurde ab einer bestimmten Tiefe nach Westen abgeschrägt, mit einer Auslenkung bis 29 Grad. Dadurch benötigte man für die Tiefe von 3000 Metern insgesamt 3300 Bohrmeter. Der Bohrfortschritt betrug etwa zwischen 70 und 110 Meter je Tag.

### Reinjektionsbohrung
Die zweite Bohrung für das Verpressen des abgekühlten Wassers und der Test der Aufnahmefähigkeit der Bohrung, also der Injektivität, erfolgte vom 22. Januar bis zum 15. März 2006. Obwohl man die Verpressbohrung tiefer und nach Osten in der Fließrichtung der Grundwässer gen Rhein anlegte, auf 3170 Meter Tiefe, und dafür 3340 Meter Bohrmeter benötigte, dauerte die Bohrung nur 53 statt 63 Tage. Da die Bohrfirma die Schichtenfolge von der ersten Bohrung kannte, konnte sie gleich die optimalen Bohrmeißel wählen und erreichte so 70 bis 140 Meter je Tag.

### Anlagenerrichtung und Inbetriebnahme
Die Errichtung der Anlagen und Gebäude, also der Geothermiepumpe, des Leitungssystems, des Kraftwerks mit Wärmetauscher, Turbine, Generator und Kühlung, des Pumpenhauses für das Verpressen, dem Transformator und dem Info-Gebäude erfolgte in den Jahren 2006 und 2007.
- Die Auftragsvergabe für den Kraftwerksbau erfolgte im Juli 2006.
- Der Zirkulationstest wurde von März bis Mai 2007 durchgeführt.
- Die Kühlung wurde im Mai 2007 errichtet.
- Der Turbogenerator wurde im August 2007 aufgebaut.
- Der Probebetrieb wurde im November 2007 aufgenommen.
- Die offizielle Inbetriebnahme mit Stromerzeugung erfolgte am 21. November 2007.

## Die Erdbeben von 2009 und ihre Auswirkungen

### Mikrobeben und Sicherheitsfragen

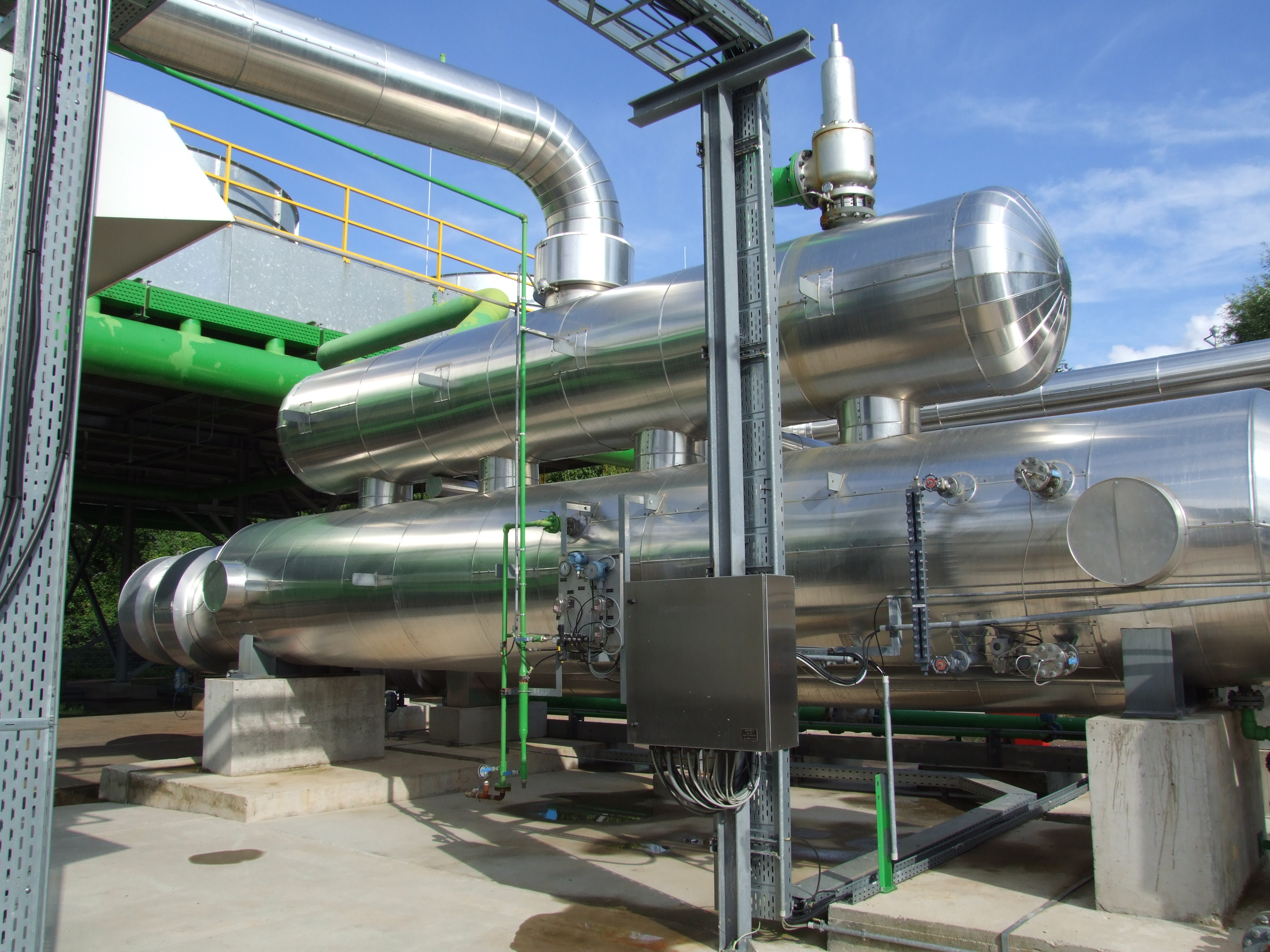
Wärmetauscher des Geothermiekraftwerks Landau, in dem das Thermalwasser das Trägermedium Isopentan verdampft. Außerdem sind der Vorerhitzer und Verdampfer zu sehen, sowie im oberen Teil des Bildes die Dampfleitung zur Turbine.

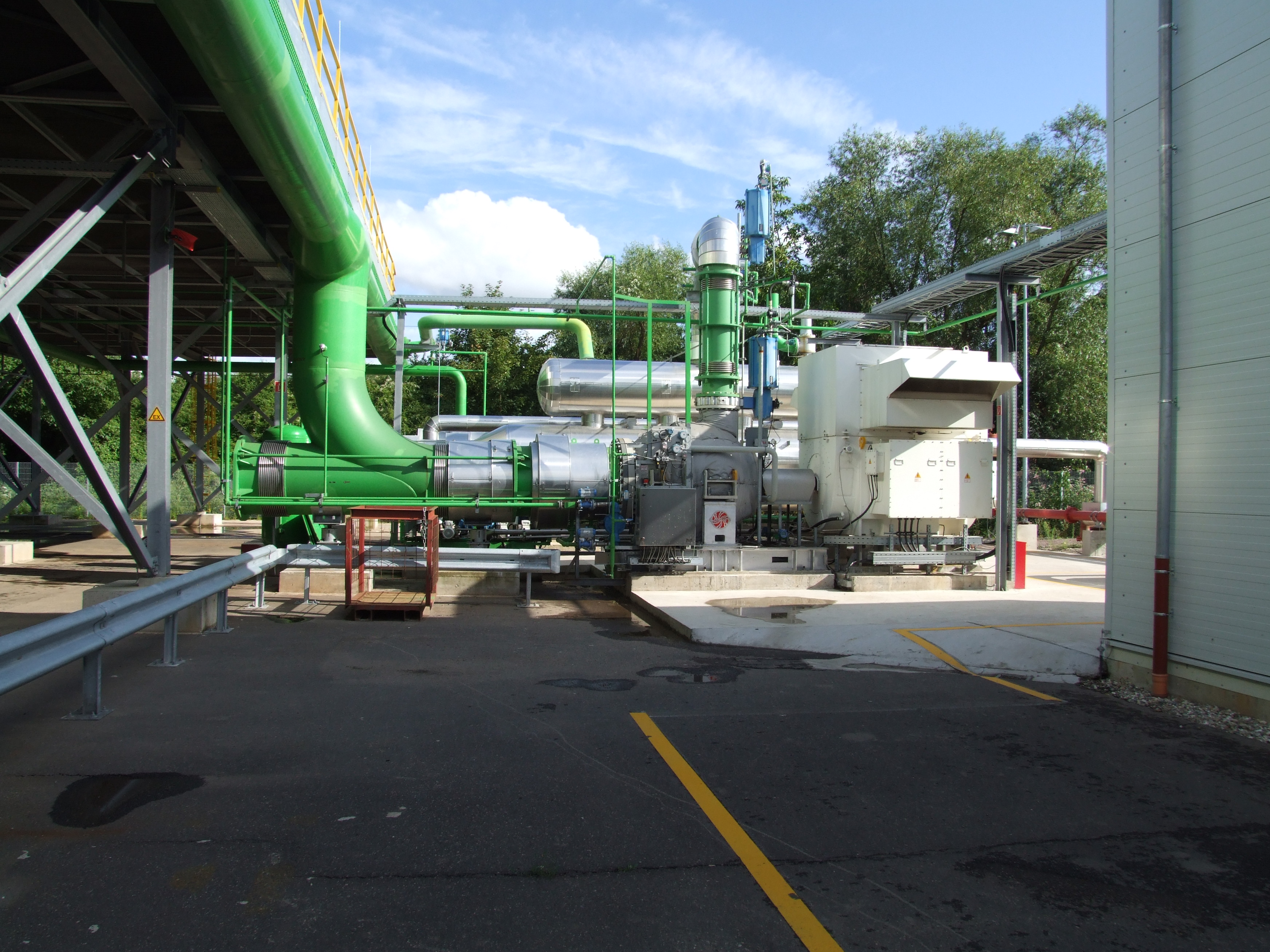
Turbinengeneratorsatz des Kraftwerks, hergestellt von Ormat. In der Mitte liegt die Turbine, in welche von oben der Dampf einströmt. Rechts der Turbine findet sich in unter einer weißen Verkleidung der Generator. Durch das grüne Rohr links der Turbine strömt der Dampf zum Trockenkühler.

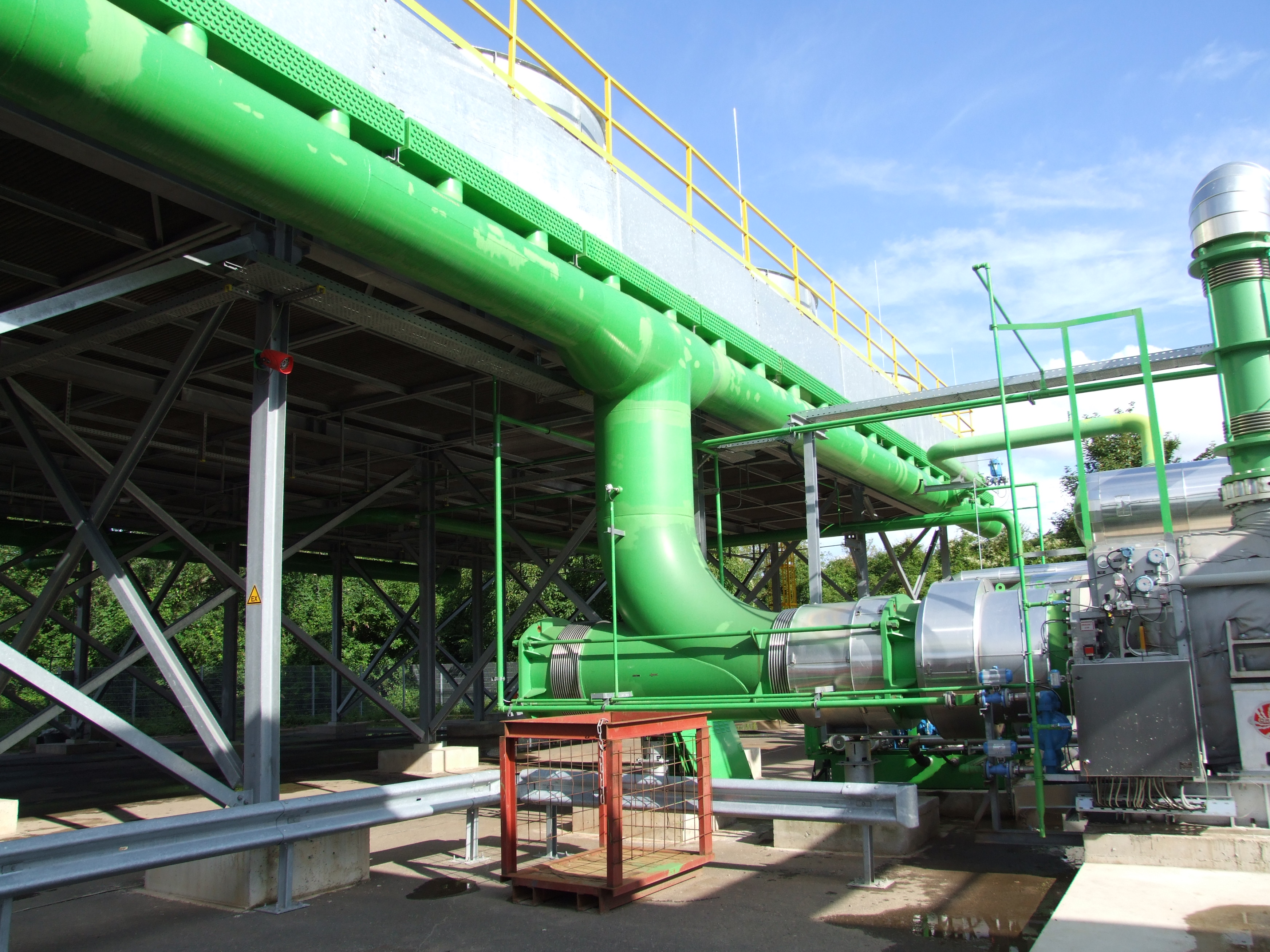
Über das grüne Rohr steigt der Dampf zur Trockenkühlanlage.

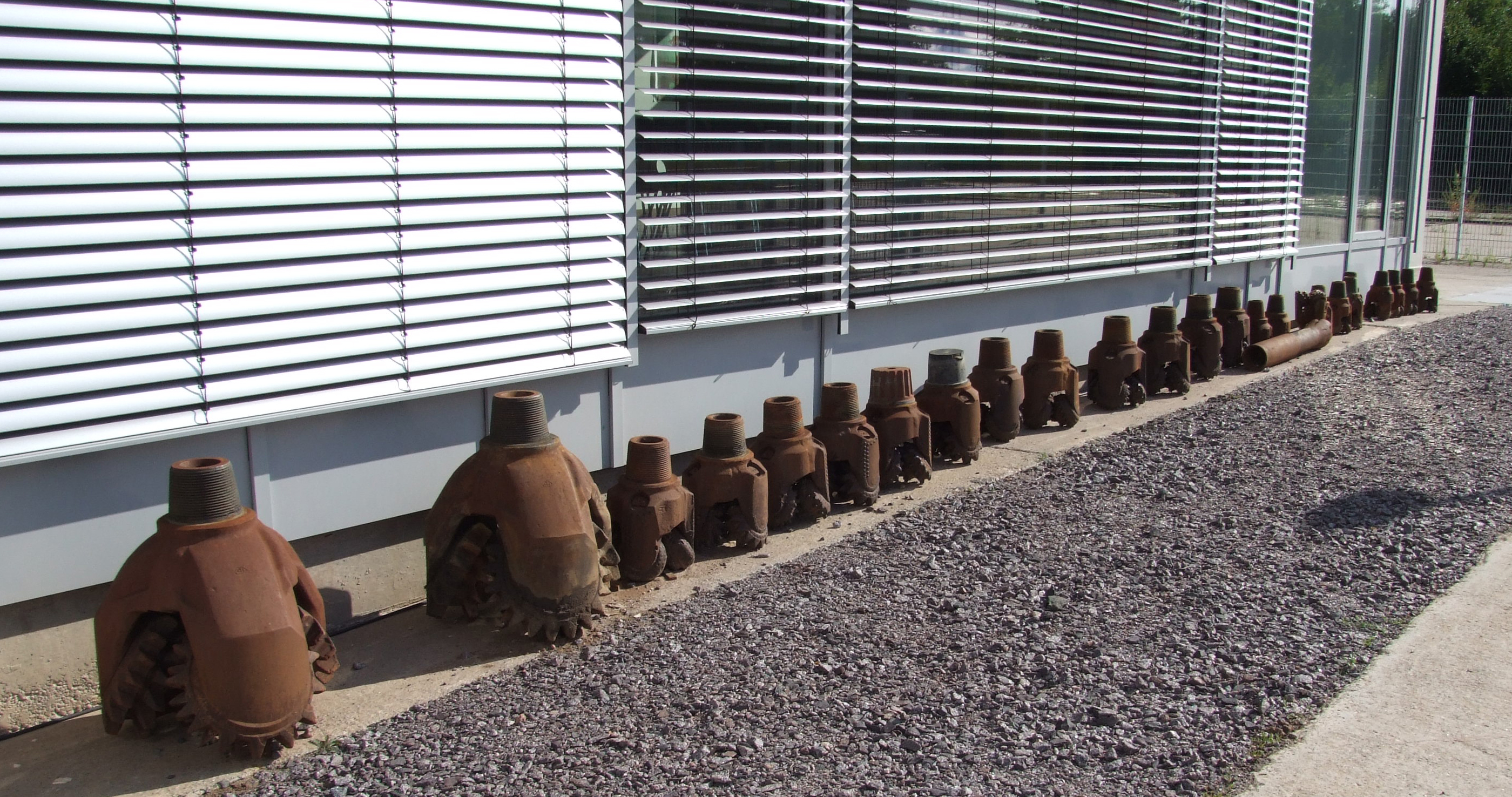
Erinnerung an die Hauptkosten: Die Bohrköpfe, die beim GKW Landau verwendet wurden.

Am 15. August und 14. September 2009 kam es in Landau zu leichten seismischen Ereignissen der Stärken 2,7 bzw. 2,4 auf der Richterskala. Das rheinland-pfälzische Umweltministerium hat eine Expertenkommission mit der Untersuchung dieser Seismizität auf einen möglichen Zusammenhang mit dem Kraftwerksbetrieb beauftragt. Am 10. November 2009 gab das Landeswirtschaftsministerium bekannt, dass die Anlage die Kriterien für die Wiederaufnahme des Probebetriebs erfüllt. Unter anderem wurde der Versicherungsschutz für das Kraftwerk erhöht und ein Messnetz eingerichtet, um die Oberflächenschwingungen seismischer Ereignisse zukünftig genau ermitteln zu können.
Die Expertenkommission unter Vorsitz von Christian Bönnemann, Leiter des Fachbereichs „Seismologisches Zentralobservatorium“ der Bundesanstalt für Geowissenschaften und Rohstoffe, kam zu dem Schluss, dass ein kausaler Zusammenhang zwischen der Seismizität seit November 2007 und der geothermischen Energiegewinnung in Landau sehr wahrscheinlich ist. Beim stärkeren Beben vom 15. August 2009 wurde die Stärke so eingestuft, dass es in einem Bereich liege, in dem „leichte, nichtstrukturelle Schäden an empfindlichen Gebäuden wie beispielsweise Putzrisse nicht mehr vollkommen ausgeschlossen werden können“. Schäden an der Tragstruktur oder moderate, nichtstrukturelle Schäden seien jedoch sehr unwahrscheinlich. Das Beben vom 15. August 2009 trat weniger als zwei Kilometer von den Bohrlochlandepunkten unterhalb des Stadtzentrums in einer Tiefe von 2,8 km auf. Dies und der Anstieg nicht spürbarer, aber messbarer Mikrobeben seit Inbetriebnahme der Anlage wertete die Kommission als Beweis für die Annahme, dass der Betrieb des Geothermiekraftwerkes für die Beben ursächlich sei. Als direkte Ursache für die Mikrobeben hat die Kommission einen erhöhten Druck in den Gesteinsporen ausgemacht, der durch das Zurückverpressen des geförderten Thermalwassers dort entstehe. Bestehende tektonische Spannungen könnten sich lösen, weil durch den höheren Porendruck die Belastbarkeit einzelner Schichten sich vermindere. Ein probates Mittel, künftige Beben zu verhindern, sei daher das Mindern der Fließrate und des Druckes im Bohrloch. Auch sollten zwei hochempfindliche Bohrlochmessstationen installiert werden. Da sich Erdbeben schon zwei Tage zuvor durch erhöhte Mikroseismizität ankündigten, sollten deren seismischen Messungen in Echtzeit in ein Datenzentrum eingespeist werden und auf solche erhöhte Aktivität eine verbindliche Reaktion erfolgen, eine Verminderung der Einspeisung, was dann Erdbeben mit großer Wahrscheinlichkeit verhindern würde. Die Betreiber sollten mit Behörden und Forschung eng kooperieren und eine Gefährdungsanalyse ausarbeiten.

### Mediationsverfahren
Wegen des sicheren Weiterbetriebes der Anlage und der weiteren Entwicklung der Geothermie strebe die Landesregierung so der Wirtschaftsstaatssekretär, Alexander Schweitzer, ein Mediationsverfahren zwischen Betreibern und den fünf Bürgerinitiativen an, die sich aus Besorgnis um die Gefahren der Geothermie gebildet haben. Ziel sei, ein möglichst klares Ja zu Geothermie als Teil eines Mixes erneuerbarer Energien. Man wolle die Anlage in Landau mit äußerster Vorsicht ans Netz lassen, um sehen zu können, wie Geothermie in der Praxis funktionieren könne. Als Mediator wurde Prof. Jan Ziekow, Direktor des Deutschen Forschungsinstituts für öffentliche Verwaltung Speyer, ausgewählt.

### Absage einer dritten Bohrung 2013
Mitte Mai 2013 beschloss der Aufsichtsrat des Landauer Energieversorgers EnergieSüdwest, sich nicht an den Kosten für eine dritte Bohrung für das Kraftwerk zu beteiligen, an deren Finanzierung sich der Bund mit 4,3 Millionen Euro beteiligt hätte. Die EnergieSüdwest führt dazu wirtschaftliche Gründe in Verbindung mit der seismischen Situation in der Südpfalz an, auch unter Berücksichtigung der Probleme beim Geothermiekraftwerk Insheim. Außerdem will die EnergieSüdwest den Kraftwerksbetrieb nicht weiter bezuschussen. Die EnergieSüdwest vertritt die Position, die wirtschaftliche Situation habe sich geändert. Dies wird durch die Pfalzwerke bestritten.
Mitte August 2013 gab die Firma Daldrup & Söhne AG bekannt, sie habe über ihre 75,01-%-Tochter Geysir Europe 40 Prozent der Anteile an der Firma geo x von der EnergieSüdwest erworben. Nach Angaben von Daldrup soll noch 2013 mit der dritten Bohrung begonnen werden. In einer weiteren Pressemitteilung wird im Dezember 2013 bekanntgegeben, dass die Firma Daldrup & Söhne über ihre Tochtergesellschaft Geysir Europe GmbH den bisherigen Anteil der Pfalzwerke ebenfalls erworben habe und nun 90 % der geo x GmbH besitze. In eben derselben Meldung wird die voraussichtliche Strom- (14.000 MWh) und Fernwärmeproduktion (7.000 MWh) für das Jahr 2014 bekanntgegeben. Des Weiteren wird davon gesprochen, dass man 2014 eine dritte Bohrung plane und hierdurch und durch weitere Optimierungsmaßnahmen in den nächsten Jahren eine Steigerung der Kraftwerksleistung um 40 bis 50 % erwarte.

## Bodenhebungen in Landau ab 2013 und Stilllegung im März 2014
Im Oktober 2013 wurden bei Vermessungsarbeiten auf dem Gelände der Landesgartenschau Geländeveränderungen festgestellt. Diese Ergebnisse wurden im Dezember 2013 bestätigt. Während der beiden Messungen setzten sich die Geländehebungen fort. Der Stadtvorstand der Stadt Landau wurde im Januar 2014 informiert. Am Ende des Monats wurden weitere Informationen eingeholt, unter anderem von zwei Geologen und vom Betreiber des Geothermiekraftwerks. Das Landesamt für Geologie und Bergbau unterrichtete den Oberbürgermeister der Stadt darüber, dass kein akuter Handlungsbedarf bestehe. Mitte Februar fallen die Entscheidungen zur Ausweitung des Messpunktnetzes und zur Zuhilfenahme von Satellitenbildern, um den Zeitraum, die Stärke und das Gebiet der Hebungen abzuschätzen zu können, für letzteres wird die Firma Airbus Defence and Space beauftragt.
Am Ende des Monats werden Straßenschäden an der Straße am Geothermiekraftwerk festgestellt. Anfang bis Mitte März verschlimmerte sich das Schadensbild. Am 14. März 2014 wurden außerdem erstmals horizontale Geländeverschiebungen um das Kraftwerk festgestellt. Vier Tage später gab das Landesamt für Geologie und Bergbau bekannt, dass der Betreiber das Geothermiekraftwerk vorsorglich abgeschaltet habe und nun diverse Tests plane. Außerdem wurde ein Expertengremium gebildet, das sich der Ursachenermittlung der Geländeverschiebungen widmen solle. Dies werde in enger Zusammenarbeit mit der Stadt Landau und der Struktur- und Genehmigungsdirektion Süd durchgeführt, so das Landesamt.
Am 24. März gibt das Landesamt für Geologie und Bergbau bekannt, dass zwischen den Geländeveränderungen und dem Geothermiekraftwerk ein Zusammenhang bestehen könnte und man der Wiederaufnahme des Kraftwerkbetriebs nur zustimmen werde, wenn deutlich wird, dass das Kraftwerk keine Gefahr für die Allgemeinheit darstellt. Dies wäre beispielsweise der Fall, wenn das Kraftwerk nicht für die Bodenhebungen und -verschiebungen verantwortlich war oder dass die Problemstelle im System eindeutig identifiziert und behoben werden kann und ein weiteres Auftreten des Problems ausgeschlossen werden könne. Gleichzeitig schließe man einen zeitlichen, räumlichen sowie ursächlichen Zusammenhang der Bodenveränderungen im Süden Landaus mit der Erdölförderung im nördlichen Stadtgebiet Landaus, welche dort seit 1955 durchgeführt wird, definitiv aus. Auch die in der Vergangenheit im Norden Landaus festgestellten Bodenhebungen sind höchstwahrscheinlich nicht der Erdölförderung zuzuschreiben. Des Weiteren werden weiterhin Vermessungen in einem engen zeitlichen Raster stattfinden.
Am 28. März gibt ebenfalls das Landesamt für Geologie und Bergbau bekannt, dass die technischen Überprüfungen der Erdwärmebohrungen noch nicht abgeschlossen seien und zurzeit das Grundwasser in Zusammenarbeit mit der zuständigen Wasserbehörde untersucht werde. Aktuelle Messungen zeigen weitere Geländeveränderungen.
Der Stadtrat Landaus verabschiedete außerdem Ende März eine Resolution zum Geothermiekraftwerk, in welcher vom Land Rheinland-Pfalz gefordert wird, dass eine Wiederaufnahme des Kraftwerkbetriebs nur dann stattfindet, wenn die Sicherheit der Landauer Bürger sichergestellt ist. Außerdem wird gefordert, dass die Genehmigung für die dritte Bohrung verwehrt wird und das Geothermiekraftwerk mittelfristig stillgelegt wird. Als Begründung wird angegeben, dass das Kraftwerk Landau viele Erkenntnisse zur Geothermie im Oberrheingraben lieferte, aber mittlerweile zu einer „inakzeptablen Belastung“ für die Stadt Landau geworden sei.
Am 3. April hat das Landesamt für Geologie und Bergbau die zuständigen Behörden darüber informiert, dass im Grundwasser aus dem Bereich des Kraftwerkes erhöhte Konzentrationen an Salzen und Schwermetallen festgestellt worden seien. Es bestehe jedoch keine akute Gefahr für die Trinkwasserversorgung der Stadt Landau, so die zuständigen Wasserbehörden. Man habe jedoch weitere Vorsorgemaßnahmen veranlasst. Am 8. April gab die SGD Süd Entwarnung und verkündete, dass Grundwasserproben aus verschiedenen Entnahmestellen vom 4. April keine Verunreinigung durch Thermalwasser aufweisen. Auch Grundwasserproben vom 14. April würden laut der SGD Süd keine Verschmutzung durch Thermalwasser aufweisen. Einzig der Beregnungsbrunnen auf dem Landesgartenschaugelände weise bei beiden Proben einen erhöhten Arsengehalt auf, was jedoch vermutlich eher eine geologische Ursache habe. Der Brunnen sei vorsichtshalber abgeschaltet worden.
Eveline Lemke und Ulrike Höfken teilten am 9. April mit, dass das Landesamt für Geologie und Bergbau deutliche Anzeichen für Leckagen am Geothermiekraftwerk Landau gefunden habe, es habe wohl eine Leckage in einer Dichtung und einer Tiefenbohrung gegeben. Die genaue Lage der Leckagen wird zurzeit aufgespürt, das hierdurch ausgetretene Thermalwasser hat die Bodenhebungen womöglich verursacht. Die Untersuchungen des Grundwassers würden weiter ausgebaut, das Landesamt für Geologie und Bergbau habe ein Gutachten zur Bestimmung Menge und Lage des ausgetreten Thermalwassers in Auftrag gegeben und ordnet zusammen mit den Wasserbehörden eine 500 m tiefe Bohrung zur weiteren Grundwasseruntersuchung an; außerdem veranlasste Ministerin Lemke die Untersuchung des Kraftwerks in Insheim und ähnlicher Bohrungen in Rheinland-Pfalz, heißt es in der Pressemeldung.
Am 16. Mai lagen die Ergebnisse der Satellitenauswertung vor: sie bestätigen weitestgehend die bisherigen Erkenntnisse. Gleichzeitig wurden erneut Vermessungsdaten veröffentlicht. Es hätten sich keine neuen nennenswerten horizontale Verschiebungen ergeben, das Kraftwerksgelände und die Umgebung hingegen haben sich jedoch vertikal erneut um mehrere Millimeter (bis zu 9 mm) abgesenkt. Auch im weiteren Umfeld des Kraftwerks und am zukünftigen Wohnpark „Am Ebenberg“ hat sich das Gelände um einige Millimeter abgesenkt.
Die nachfolgenden Messungen, deren Ergebnisse am 30. Mai veröffentlicht wurden, zeigten auf, dass sich die Lage offensichtlich stabilisiere: Nur noch im direkten Umfeld des Kraftwerks und am Messpunkt Gebäude 111 des Wohnparks „Am Ebenberg“ wurden geringe Senkungen von 4 mm bzw. 2 mm festgestellt.
Am 27. Juni wurde von der Stadt Landau bekanntgegeben, dass das Landesamt für Geologie und Bergbau keinen Grund mehr sehe, die Bautätigkeiten im Wohnpark „Am Ebenberg“ nicht zu starten. Einzig im direkten Umfeld des Kraftwerks und am Messpunkt Gebäude 111 seien noch Senkungen von 5 mm bzw. 3 mm festgestellt worden. Vertikale Bewegungen sind weiterhin nicht mehr messbar. Die mit dieser Nachricht veröffentlichten Vermessungsdaten würden somit die bei der letzten Messung festgestellte Verringerung der Bewegungen bestätigen. Daraufhin wurde die Häufigkeit der Messungen reduziert.
Am 1. Juli 2014 verkündete Daldrup & Söhne, dass die Bodenhebungen durch eine Leckage einer Dichtung in drei Metern Tiefe begünstigt worden seien. Diese Leckage der Reinjektionsbohrung bestünde schon mehrere Jahre, die Folgen der Leckage hätte durch eine ordnungsgemäße Betriebsführung und Überwachung laut einem Gutachten vermieden werden können.
Noch am selben Tag erschien eine Stellungnahme der Stadt. In dieser wird geschildert, dass die Hauptursache der Geländebewegungen nicht die Leckage in drei Metern Tiefe sei, sondern nach mündlichen und schriftlichen Berichten des Landesamts für Geologie und Bergbau eine andere Leckage in bis zu 500 Metern Tiefe, denn Bodenbewegungen in diesem Ausmaß können nur in größerer Tiefe entstehen. Die Leckage in geringerer Tiefe wurde nach Angaben des Landesamtes kurzfristig behoben. Die Bodenbewegungen in unmittelbarer Nähe des Kraftwerkes seien im Übrigen immer noch nicht vollständig abgeklungen.

## Planungen zur Wiederinbetriebnahme ab 2014
Die vom Stadtrat Landaus Ende März verabschiedete Resolution zum Geothermiekraftwerk fordert, dass eine Wiederaufnahme des Kraftwerkbetriebs nur dann stattfindet, wenn die Sicherheit der Landauer Bürger sichergestellt ist.
Daldrup & Söhne gab im Juli 2014 bekannt, dass man eine Wiederaufnahme des Betriebs im Spätsommer 2014 anstrebe. Vorher würden jedoch neue Sicherheits-, Überwachungs- und Meldesysteme installiert und weitere Modernisierungen zum Preis von insgesamt zwei bis drei Millionen Euro vorgenommen.
Im August 2017 genehmigte das Landesamt für Geologie und Bergbau den Sonderbetriebsplan zur „Errichtung/Überarbeitung und die Wiederinbetriebnahme der Anlagen des Primärkreislaufsystems.“
Ende November 2018 wurde der Betrieb probeweise wieder aufgenommen, aber nach zwei Tagen wegen eines Unfalls wieder eingestellt.
Bis Anfang 2020 verkaufte die Daldrup & Söhne AG im Rahmen einer Neuausrichtung ihre Anteile an der Geysir Europe GmbH einschließlich der Anteile am Landauer Kraftwerk an den Luxemburger Fonds IKAV Invest S.à r.l.